# Livre d'heures de Jeanne de France
Le Livre d'heures de Jeanne de France est un livre d'heures commandé en 1452 par le roi Charles VII, pour le mariage de sa fille Jeanne avec  le comte de Clermont, futur Jean II de Bourbon.
Classé comme trésor national en juin 2011, il est acquis par la Bibliothèque nationale de France en novembre 2012 à la suite d'un appel auquel ont répondu quelque 1 700 donateurs. Conservé sous la cote NAL 3244, le manuscrit est accessible sur Gallica,.

## Description
Le livre comporte 336 feuillets calligraphiés, un portrait de Jeanne en prière, des rubriques en lettres d'azur et 65 miniatures peintes : 28 à pleine page et 37 plus petites. Les peintures sont attribuées au Maître de Jouvenel, à l'exception de deux (folios 263v et 270v) du style de Jean Fouquet .

## Historique
Le manuscrit a été réalisé en 1452 pour Jeanne de France, troisième fille de Charles VII et de Marie d'Anjou, à l'occasion de son mariage avec Jean II de Clermont, qui deviendra Jean II, duc de Bourbon en 1456. Les armoiries de Jeanne de France, parti de France et de Bourbon, posées sur un drap d'or aux monogrammes de Jésus et Marie, figurent à plusieurs reprises. La jeune princesse est peinte, agenouillée, en marge du folio 279 représentant la mise au Tombeau. Jeanne meurt en 1482.
Le manuscrit échoit à la seconde épouse du duc, Catherine d'Armagnac. Ses armoiries sont alors ajoutées, notamment au folio 13.
Après la mort de Catherine en 1487, la trace du manuscrit se perd jusqu'à la fin du XIXe siècle. Il apparaît dans une vente de l'antiquaire Weigel de Leipzig, où l'acquiert le collectionneur Victor-Prosper Martin Le Roy (1842-1918), magistrat à la Cour des comptes de Paris. Il passe ensuite à son gendre, Jean-Joseph Marquet de Vasselot (1871-1946), historien d’art, conservateur au Musée du Louvre puis directeur du Musée de Cluny. Il reste dans la famille jusqu'à sa mise aux enchères chez Christie's, au nom des quatre petites-filles de Vasselot, en novembre 2011. Mais la vente est suspendue par suite de classement en trésor national. 

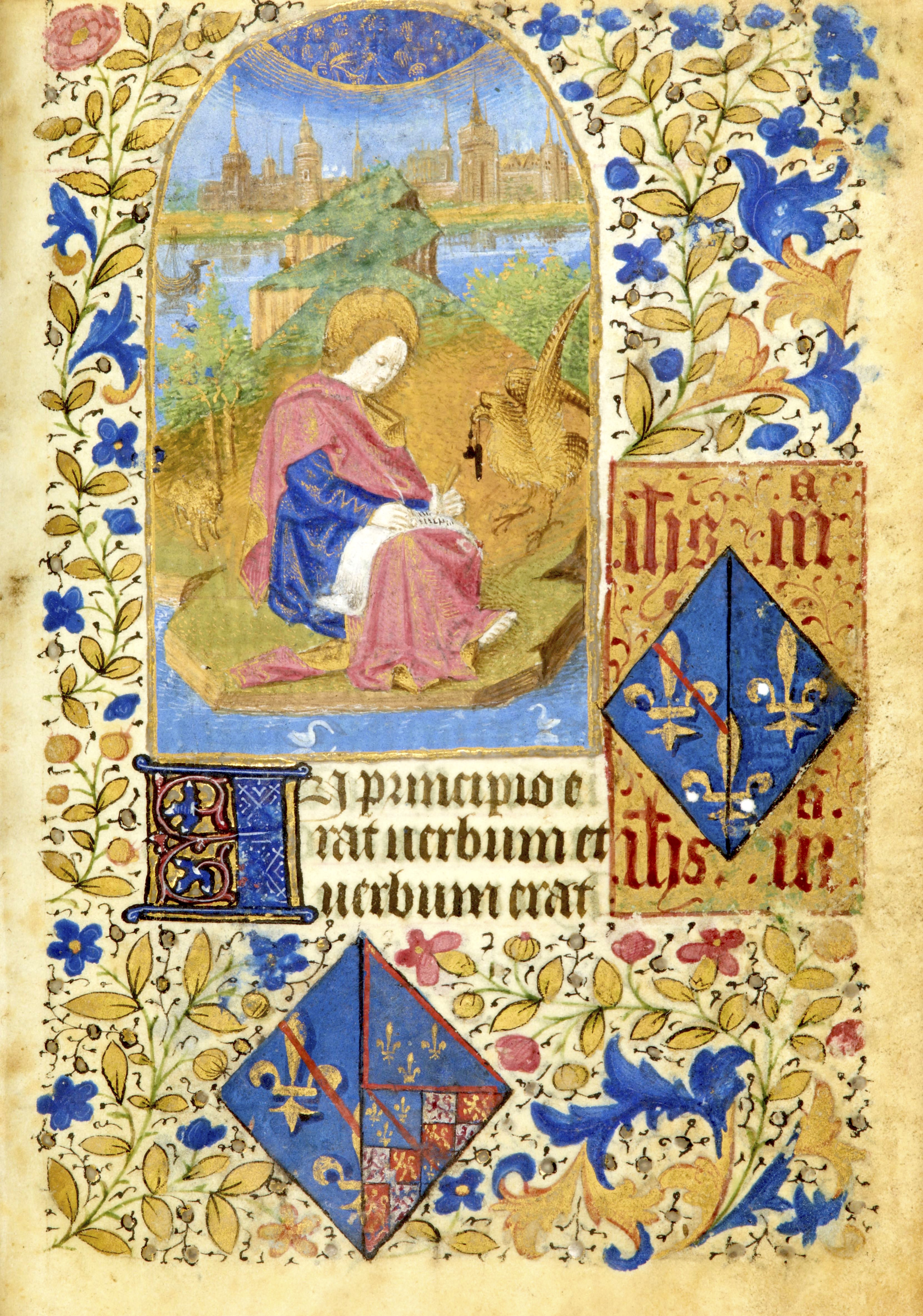
folio 13r : armoiries de Jeanne de France et de Catherine d'Armagnac.
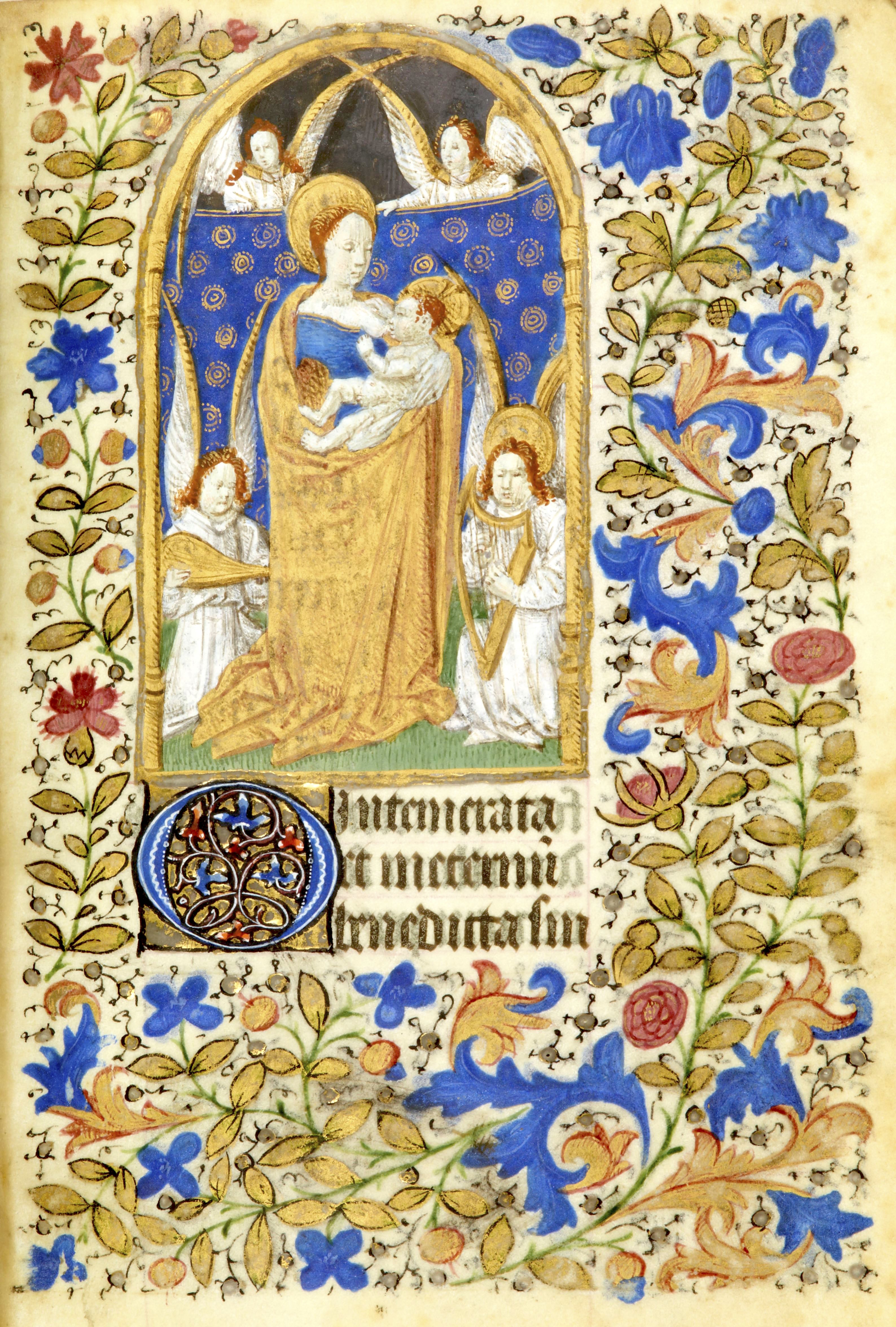
folio 27r : Vierge à l’Enfant.
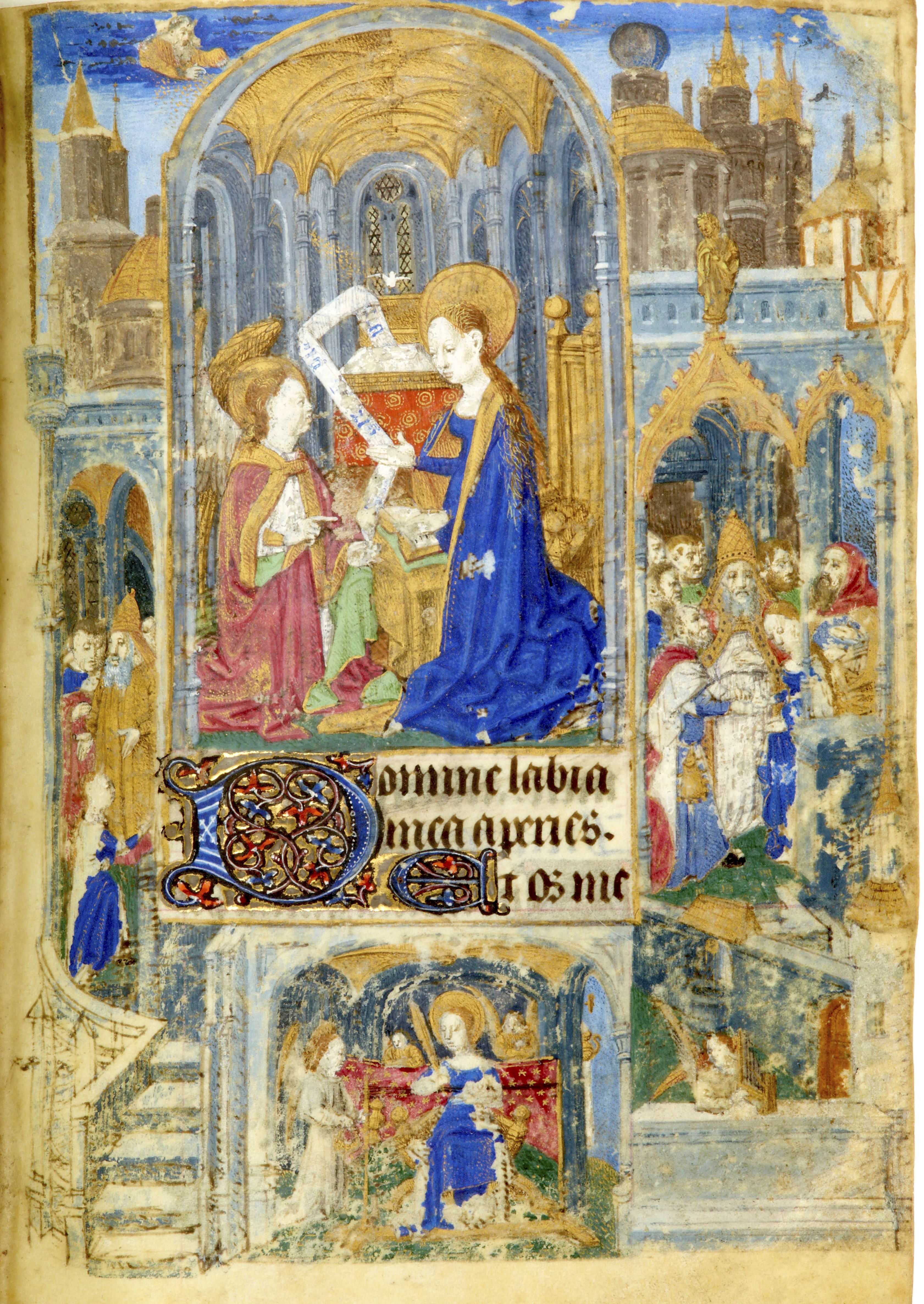
folio 35r : scènes de la vie de Marie ; au centre, l’Annonciation.

## Structure

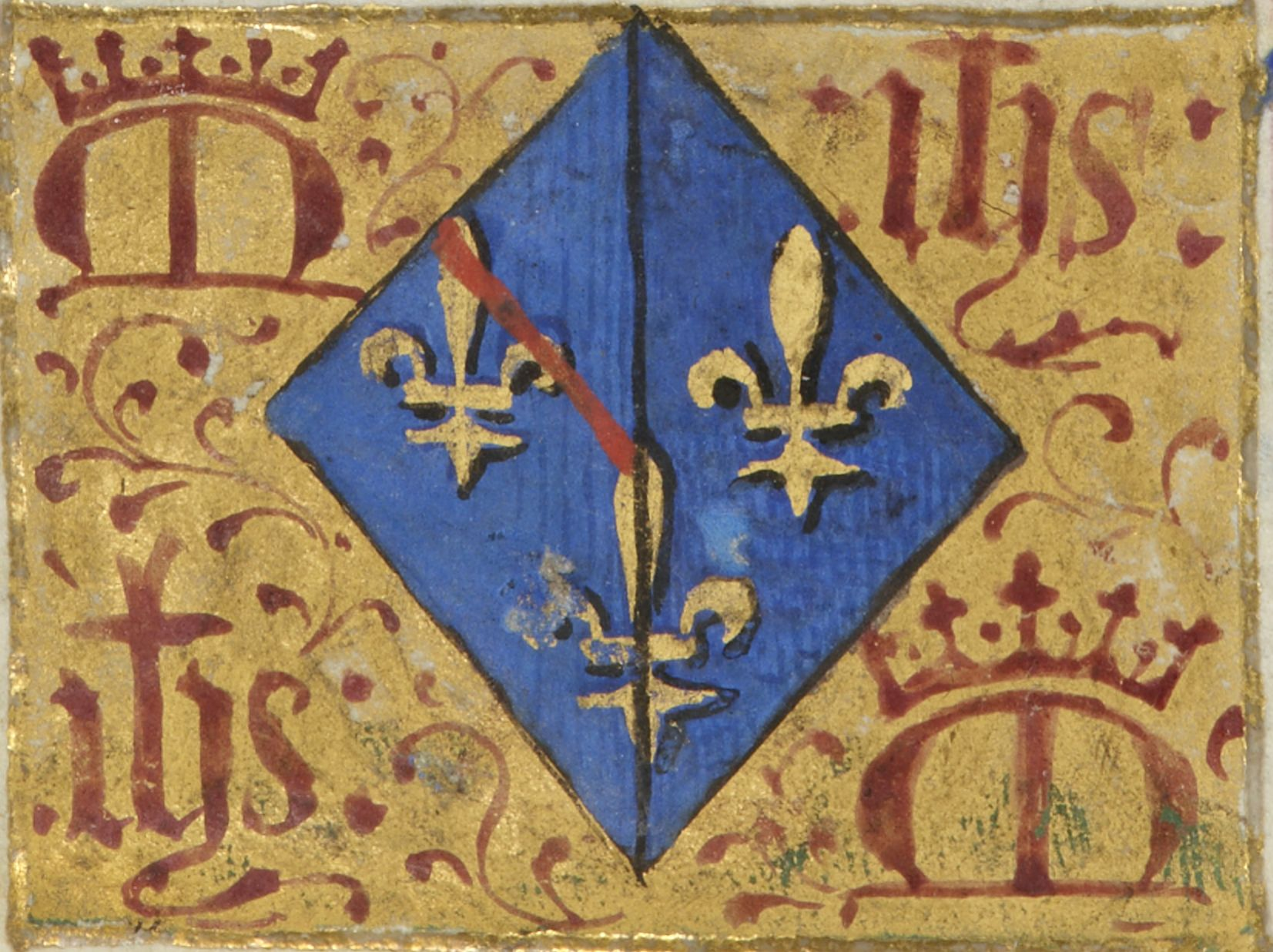
Armes de Jeanne de France (f252r).

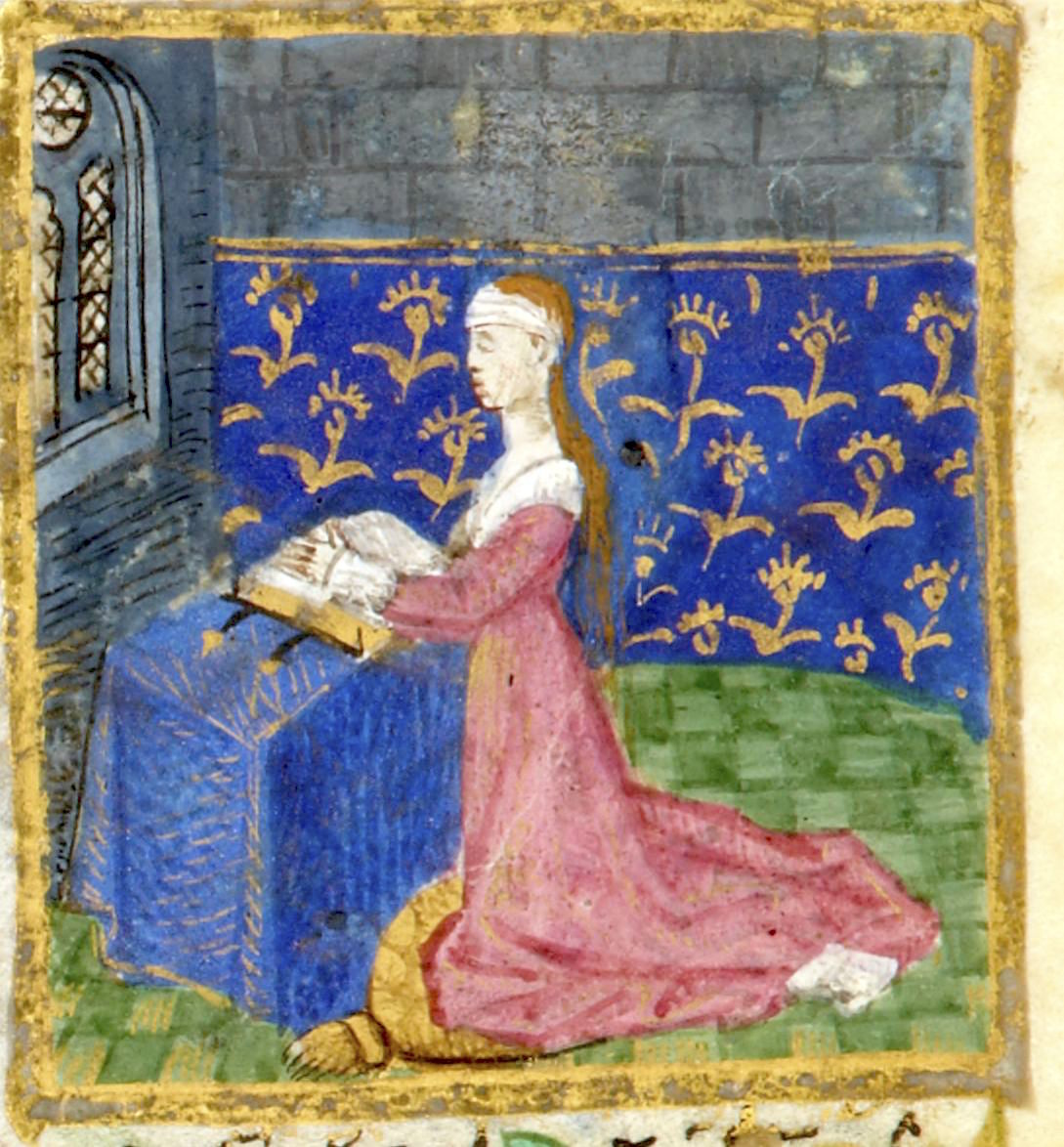
Jeanne (?) en prière (f285r).

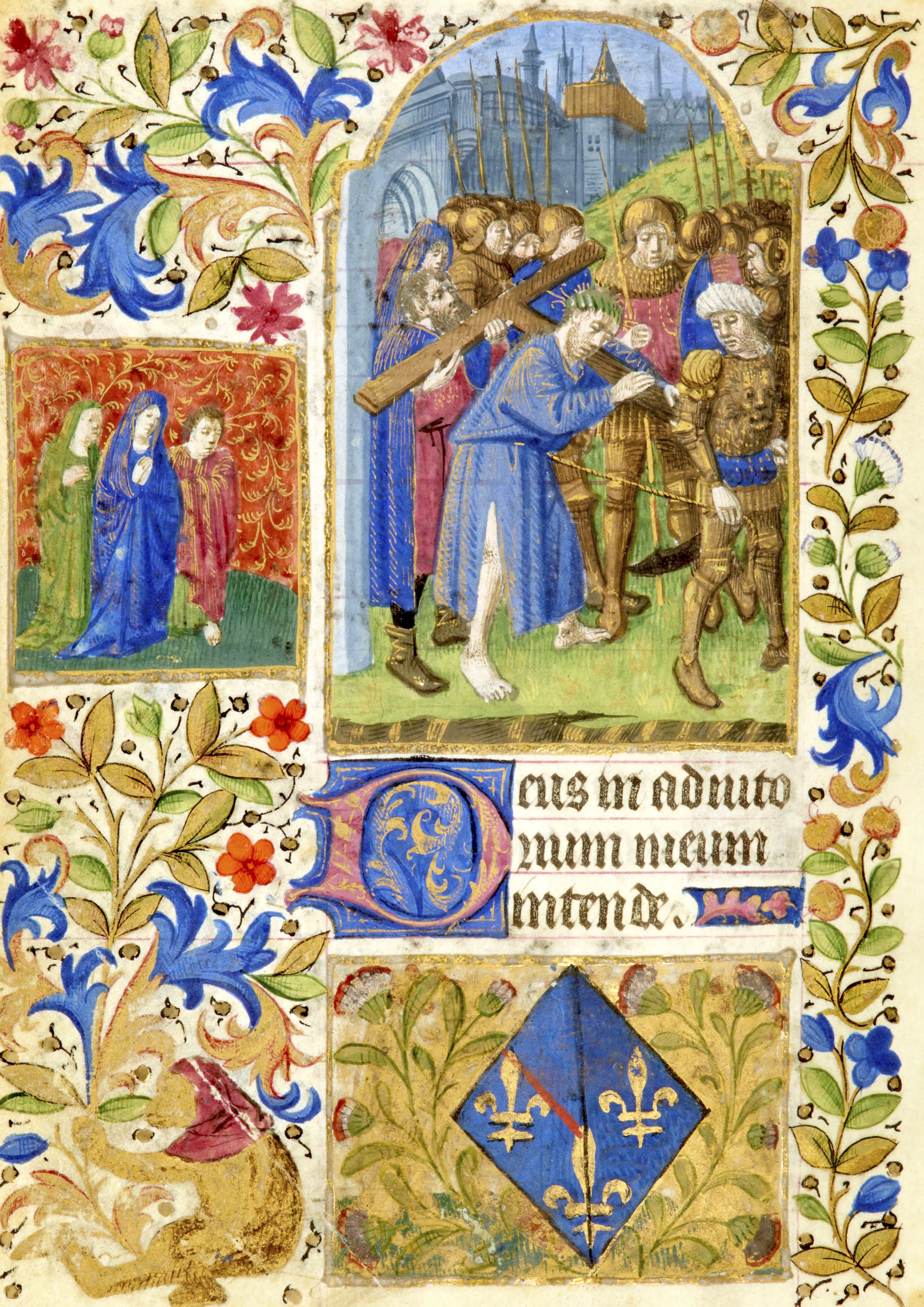
Portement de croix (f256v).

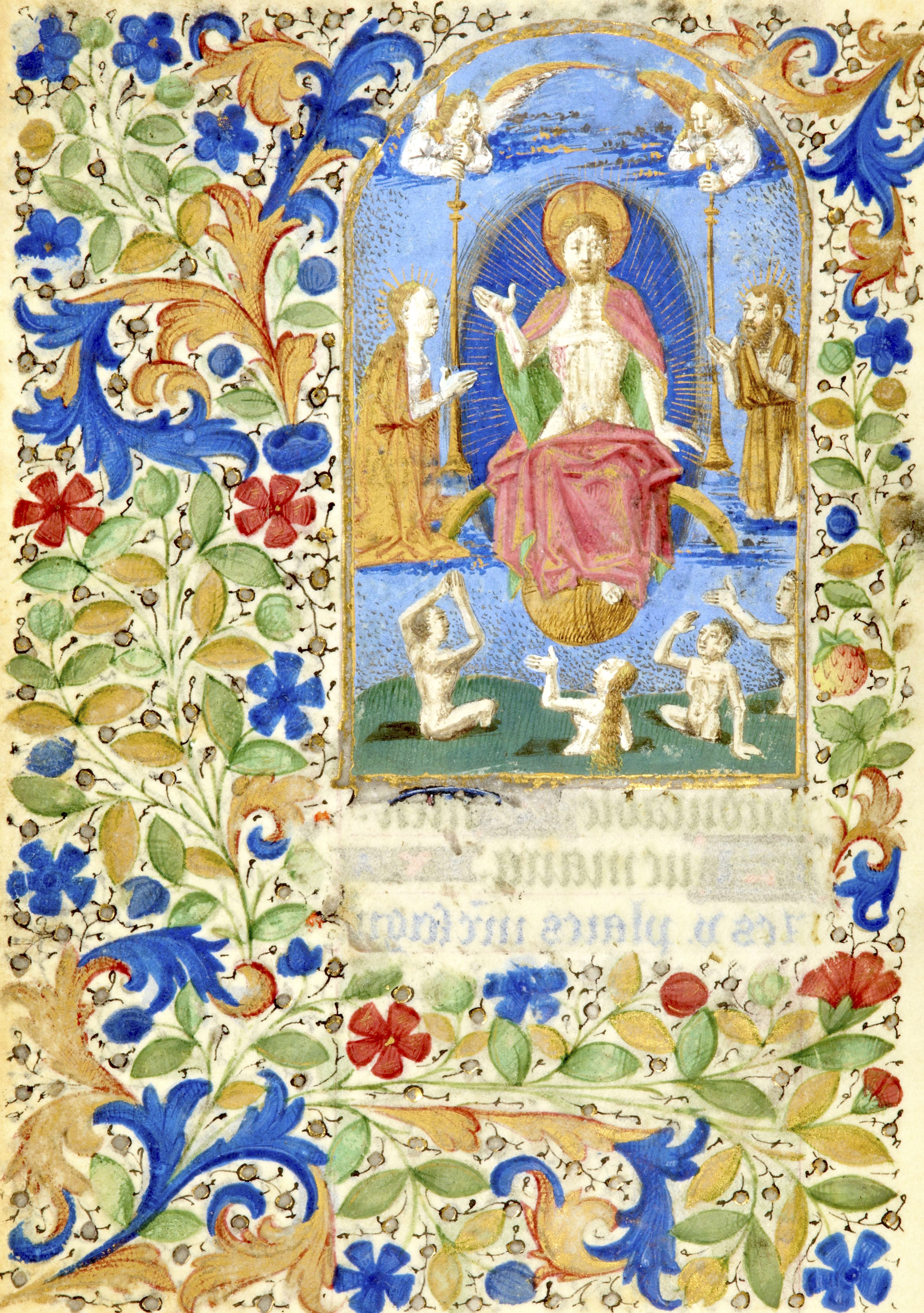
Christ en majesté (f298v).

Le manuscrit présente la structure habituelle d'un livre d'heures. Ses diverses parties sont illustrées de nombreuses enluminures :
- Calendrier - ff. 1-12v ;
- Péricopes évangéliques - ff. 13-26 :
  - saint Jean - f. 13,
  - saint Luc - f. 16,
  - saint Matthieu - f. 18v,
  - saint Marc - f. 21 ;
- Crucifixion - f. 23 ;
- Prière « O intemerata » - ff. 27-32v ;
- Vierge à l'Enfant - f. 27 ;
- Office de la Vierge - ff. 35-126v :
  - (Matines) Annonciation, encadrée des épisodes de l'enfance de la Vierge - f. 35,
  - (Laudes) Visitation, encadrée de la naissance et d'un prêche de saint Jean-Baptiste - f. 68,
  - (Prime) Nativité, encadrée des bergers de la scène suivante - f. 83,
  - (Terce) Annonce aux bergers, avec leur danse - f. 91,
  - (Sexte) Adoration des Mages - f. 97v,
  - (None) Circoncision, encadrée d'anges musiciens - f. 103v,
  - (Vêpres) Fuite en Égypte, encadrée d'Hérode et du Massacre des Innocents - f. 110,
  - (Complies) Couronnement de la Vierge - f. 118 ;
- Psaumes de la Pénitence - ff. 127-154v ;
- Le roi David - f. 127 ;
- Office des Morts - ff. 155-218v ;
- Vigile des Morts, encadrée par la légende des trois Morts et des trois Vifs - f. 155 ;
- Heures de la Croix - Heures du Saint-Esprit - ff. 219-234v ;
- Crucifixion - f. 219 ;
- Pentecôte - f. 228 ;
- Office de la Passion - ff. 235-290v : 
  - Arrestation du Christ, encadrée du Christ au Mont des Oliviers, du Lavement des pieds et de la Cène - f. 235,
  - Le Christ devant Pilate - f. 244,
  - Flagellation - f. 252,
  - Portement de croix, encadré de la Vierge, sainte Marie-Madeleine et saint Jean - f. 256v,
  - Mise en croix - f. 263v,
  - Crucifixion - f. 270v,
  - Descente de croix - f. 279,
  - Mise au tombeau, encadrée par Jeanne de France (?) en prière - f. 285 ;
- Quinze Joies de Notre-Dame et Sept Requêtes de Notre Seigneur - ff. 291-298v ;
- Vierge à l'Enfant, accompagnée d'anges musiciens - f. 291 ;
- Christ en majesté au-dessus d'une résurrection des morts - f. 298v ;
- Suffrages : ff. 299-336 : 
  - Saint Pierre et saint Paul et autres saints - f. 312v,
  - Saint Antoine et saint François et autres saints - f. 329v.

Sur toutes les pages se déploient de riches bordures à rinceaux de feuillages verts ou dorés, parsemées d'oiseaux, d'animaux divers, de grotesques et de petits personnages habillés à la mode contemporaine.